# Erinnyis pallida
Erinnyis pallida Grote, 1865 è un lepidottero appartenente alla famiglia Sphingidae, endemico di Cuba.

## Descrizione

### Adulto
Rispetto a tutte le altre specie di Erinnyis, è facilmente riconoscibile per la presenza di una larga fascia bianca nella parte basale della pagina superiore dell'ala posteriore.

L'ala anteriore appare grigiastra, con geometrie scure affini a quelle della femmina di E. obscura conformis, seppure leggermente più contrastanti rispetto al colore dello sfondo. La pagina inferiore risulta di un brunastro pallido indifferenziato.

L'ala posteriore si mostra, sul margine esterno della pagina superiore, grosso modo della stessa colorazione di quella anteriore, mentre sul verso tende ad una tonalità biancastra.

Il torace e l'addome appaiono bianco-grigiastri.

Le antenne sono filiformi e lunghe circa la metà della costa.

L'apertura alare va da 56 a 65 mm.

### Larva
Il bruco è verde-giallastro, con due linee laterali grigiastre che corrono dal capo fino alla base del cornetto caudale.

### Pupa
La crisalide è anoica, lucida e nerastra, con disegni arancioni, ed un cremaster poco sviluppato. Si può rinvenire all'interno di un bozzolo posto a scarsa profondità nella lettiera del sottobosco. La fase pupale dura almeno quattordici giorni

L'isola di Cuba, locus typicus della specie

## Distribuzione e habitat
L'areale di questa specie è limitato esclusivamente all'isola di Cuba (locus typicus).
L'habitat è rappresentato dalla foresta tropicale.

## Biologia

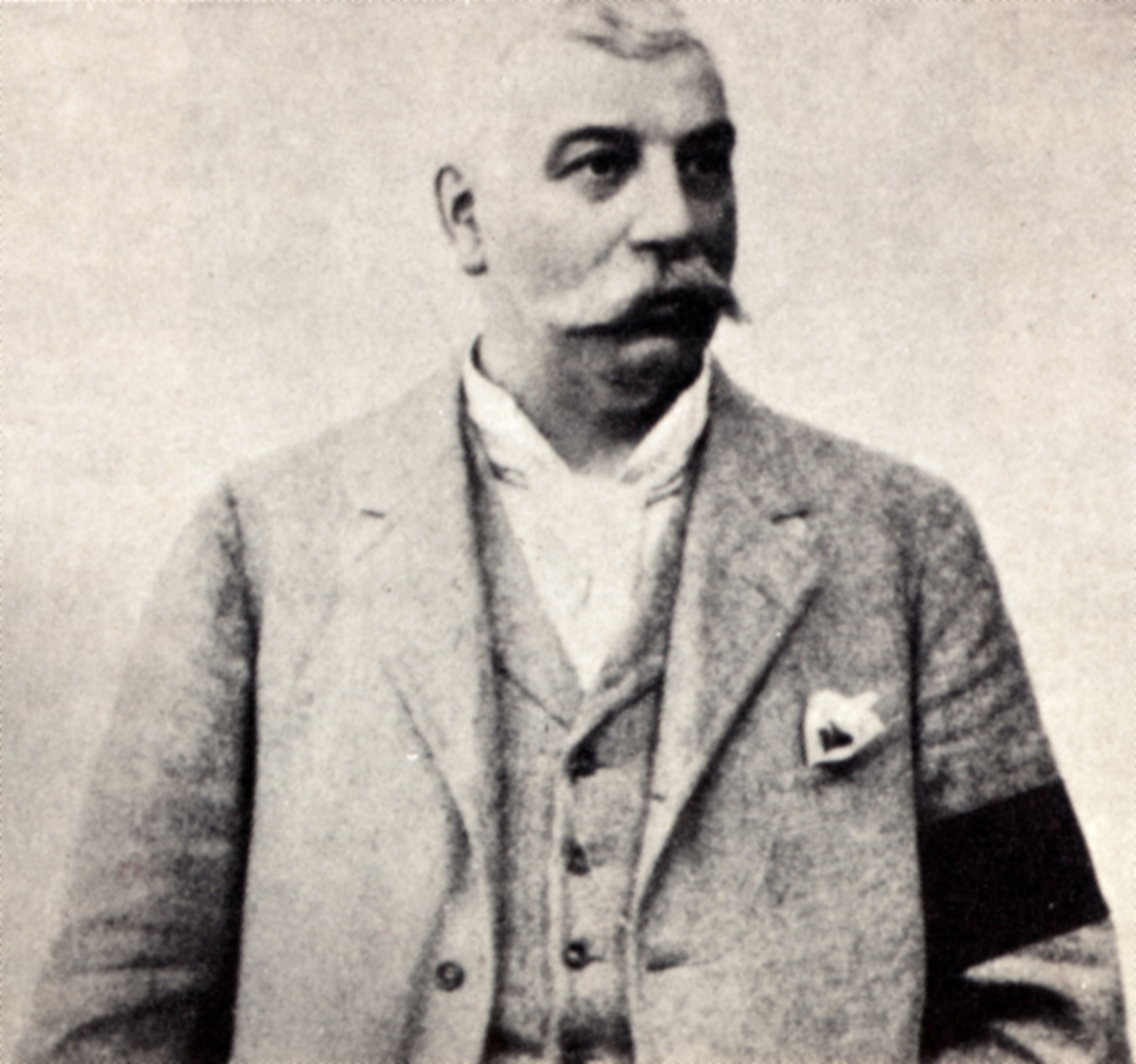
L'entomologo inglese Augustus Radcliffe Grote (1841-1903), che per primo descrisse la specie nel 1865

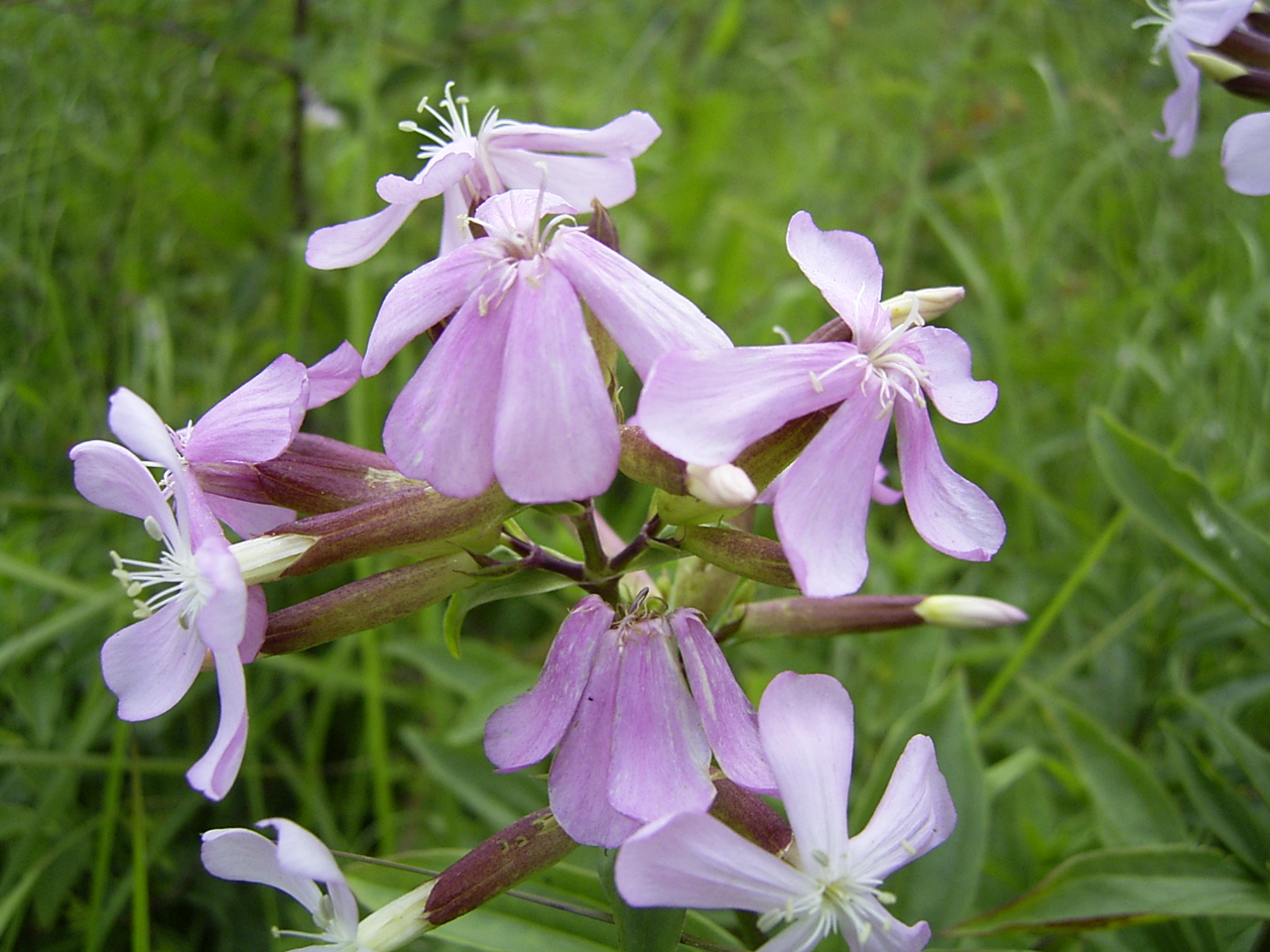
Infiorescenza di Saponaria officinalis

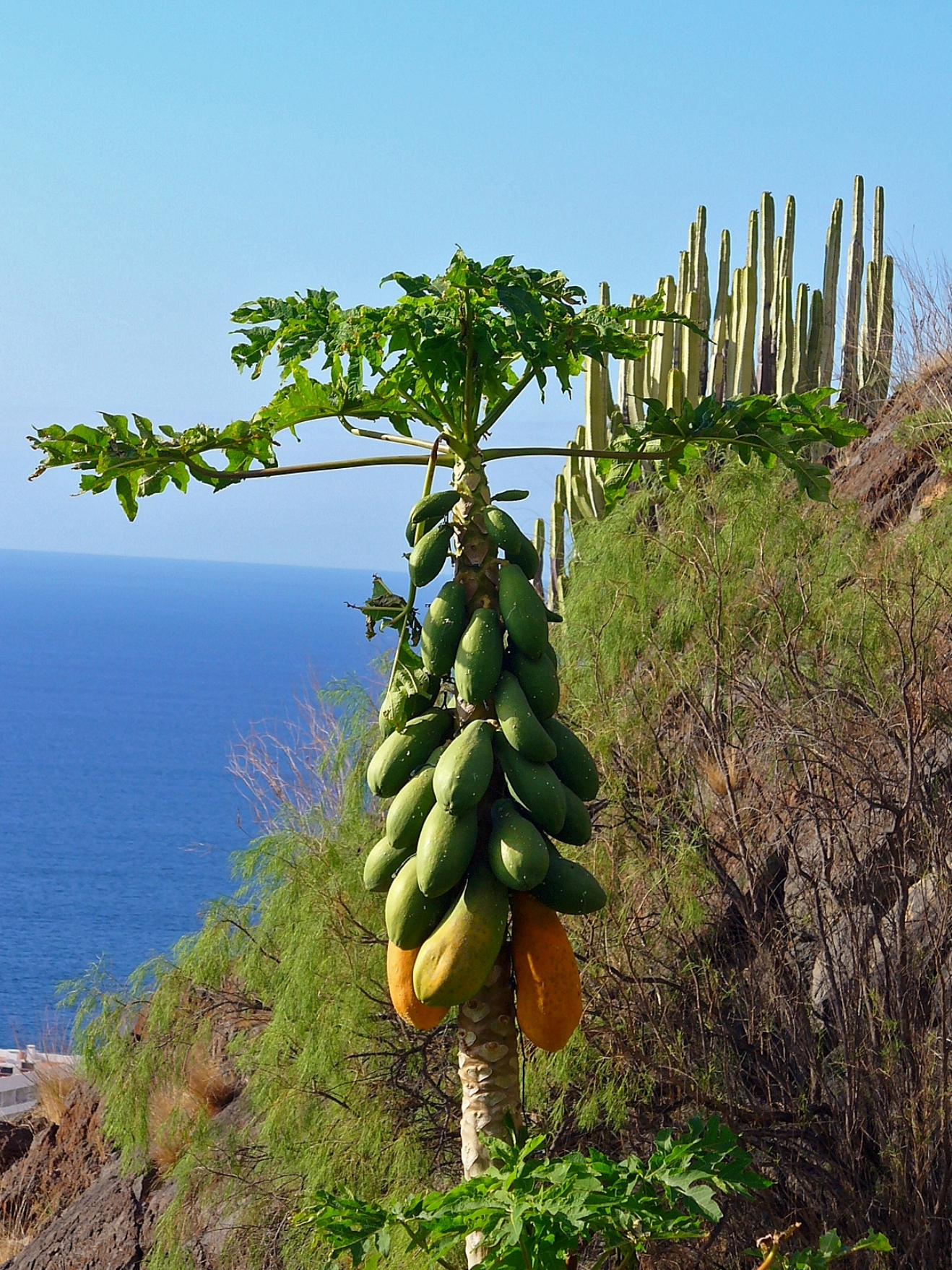
Carica papaya

Durante l'accoppiamento, le femmine richiamano i maschi grazie ad un feromone rilasciato da una ghiandola, posta all'estremità dell'addome.

### Periodo di volo
Gli adulti sono rinvenibili tutto l'anno.

### Alimentazione
Gli adulti si nutrono durante la notte del nettare di varie specie tra cui:
- Asystasia gangetica (L.) T.Anderson (Acanthaceae)
- Saponaria officinalis L. (Saponaria, Caryophyllaceae)

I bruchi si alimentano delle foglie di membri di diverse famiglie, tra cui:
- Allamanda spp. L. (Apocynaceae)
- Carica papaya L. (Papaia o Papaya) (Caricaceae)
- Cynanchum palustre (Pursh) A. Heller (Apocynaceae)
- Cynanchum racemosum (Jacq.) Jacq. (Talayote, Apocynaceae)
- Philibertia heterophylla (Engelm. ex Torr.) Jeps. (Apocynaceae)
- Philibertia viminalis (Sw.) A. Gray (Apocynaceae)
- Rauvolfia ligustrina Willd. ex Roem. & Schult (Apocynaceae)
- Rauvolfia tetraphylla L. (Apocynaceae)
- Stemmadenia obovata (Hook. & Arn.) K.Schum (Apocynaceae)

## Tassonomia

### Sottospecie
Allo stato attuale non sono riconosciute sottospecie:

### Sinonimi
È stato riportato un solo sinonimo:
- Anceryx suillus Boisduval, 1875 - Hist. nat. Ins., Spec. gén. Lépid. Hétérocères, 1: 134, pl. 1-11 (sinonimo eterotipico)[5]